# Eva Bonnet
Eva Bonnet (Vellereille-les-Brayeux, 26 januari 2000) is een Belgische zwemster. 

## Levensloop
Ze is aangesloten bij Les Dauphins Mouscronnois, Castor Club De Mons en in Frankrijk bij Denain Nat. Porte du Hainaut.  Ze zwemt zowel wisselslag, schoolslag, vlinderslag als rugslag. 
Ze is Belgische recordhoudster op de 1500 meter vrije slag. Op de National Midi-Pyrénées zwemmeeting in Toulouse verbeterde ze het Belgisch record op 4 maart 2016 met een tijd van 16:47.11. Het vorige record van 16:52:26 om naam van Isabelle Arnould dateerde van juli 1993. Op 31 maart 2016 verbeterde ze met 16:34:15 haar eigen Belgisch record in Montpellier.

## Persoonlijke records
(Bijgewerkt tot en met 3 april 2016)
Kortebaan
| Afstand          | Tijd     | Datum            | Plaats |
| ---------------- | -------- | ---------------- | ------ |
| 50m vrije slag   | 27,06    | 27 juni 2015     | Bergen |
| 100m vrije slag  | 58,16    | 27 juni 2015     | Bergen |
| 200m vrije slag  | 2.01,55  | 22 november 2015 | Angers |
| 400m vrije slag  | 4.12,11  | 21 november 2015 | Angers |
| 800m vrije slag  | 8.32,20  | 20 november 2015 | Angers |
| 1500m vrije slag | 16.21,55 | 19 november 2015 | Angers |

Langebaan
| Afstand          | Tijd        | Datum            | Plaats           |
| ---------------- | ----------- | ---------------- | ---------------- |
| 50m vrije slag   | 27,69       | 20 juli 2014     | Charleroi        |
| 100m vrije slag  | 57,95       | 28 februari 2016 | Montpellier      |
| 200m vrije slag  | 2.03,47     | 1 april 2016     | Montpellier      |
| 400m vrije slag  | 4.15,16     | 30 maart 2016    | Montpellier      |
| 800m vrije slag  | 8.40,93     | 2 april 2016     | Montpellier      |
| 1500m vrije slag | BR 16.29,28 | 8 juli 2016      | Hodmezovasarhely |